# アロイス・フォン・ベッカー＝ウィドマンシュテッテン

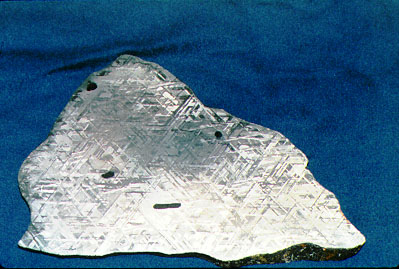
鉄隕石を硝酸でエッチングするとウィドマンシュテッテン構造が表れる。

アロイス・フォン・ベッカー＝ウィドマンシュテッテン（Alois von Beckh Widmanstätten、1753年7月13日 - 1849年6月10日）は、オーストリアの印刷業者、科学者である。Alois von Beckh-WidmannstattenやAloys Beck, Edler von Widmannstattenとも表記される。

## 経歴
若い頃、彼は父親に印刷技術の訓練を受けた。彼の家族はシュタイアーマルク州で独占的な出版権を持っていたが、1784年にこの権利は失われ、ベッカーは1807年に事業を手放した。1804年に、彼はポッテンドルフで紡績業の経営を始めた。

## ウィドマンシュテッテン構造の発見
1808年、彼はフラスチナ隕石の厚板を火で炙ることで、現在ではウィドマンシュテッテン構造と呼ばれている鉄隕石の持つ構造を独自に発見した。加熱中に異なる速度で酸化される異なる種類の隕石は、色や光沢が異なった。彼はこの発見を論文にしなかったが、口頭で伝わっていった。それにも関わらず、彼はこの発見についての名誉を独占し、ウィーン鉱物学・動物学学会のカール・フランツ・リッター・フォン・シュライバースは、この構造をウィドマンシュテッテンにちなんで名付けた。
ウィドマンシュテッテン構造の本当の発見者はG.トムソンである事実は、ほとんど知られていない。G.トムソンは、ナポリにいた時代に、錆を落とす目的でクラスノヤルスク隕石を硝酸に浸し、この構造を発見した。1804年、彼はフランス語でBibliotheque Britannique誌に論文を発表しており、年代順に従えば、発見の全ての優先権はG.トムソンに与えられるべきであった。

## 命名
- 鉄隕石のウィドマンシュテッテン構造
- 月のクレーター：ウィドマンシュテッテン
- 小惑星：ウィドマンシュテッテン